# Укок
Уко́к — плоскогір'я на крайньому півдні Республіки Алтай, на стику державних кордонів Казахстану, Китаю, Монголії та Росії. 
Укок є реліктом високо піднесеної горбисто-западинної та пасмово-западинної поверхні вирівнювання з переважаючими абсолютними висотами 2200–2500 м, над якою в середньому на 500–600 м височіють гірські хребти.
Максимальна абсолютна позначка гірського обрамлення (г. Хуйтен-Оргіл, що раніше називалася Найрамдал) досягає 4374 м. 
Гора Хуйтен-Оргіл є другою за висотою вершиною Алтайських гір (після Бєлухи).
Південна межа плоскогір'я проводиться по лініях вододілів хребтів Сайлюгем (західного закінчення), Таван-Богдо-Ула, Південний Алтай. 
З півночі Укок обмежений південним підніжжям Південночуйського хребта, тальвегом річки Джазатор до гирлової частини долини річки Коксу (Самахінська улоговина).
У південній частині плоскогір'я знаходиться природний парк Укок, де збереглися ділянки тундростепу.

## Походження назви
Монгольське «ухег» — буквально «подовжена шафа», «ящик»; «Масивна гора» або велика височина з плоским верхом. 
За усним свідченням З. Умурзакова, «укок» в киргизькій використовується позначення плосковерхих гір, тобто плоскогір'я.

## Історія
Пазирик — назва, яку сучасні вчені назвали стародавнім народам, які жили в горах Алтаю на цьому плато, що пов’язані з деякими вражаючими археологічними знахідками, у тому числі замороженими у багаторічній мерзлоті муміями. 
У цій місцевості знайдено багато курганів давніх часів бронзи, які пов’язують із культурою Пазирик, яка дуже нагадувала культуру легендарного скіфського народу на заході.
Термін курган широко використовується для опису подібних курганних поховань. 
Розкопки цього місця продовжували давати визначні археологічні знахідки. Одна відома знахідка, відома як Алтайська принцеса, розкопана російським археологом Наталією Полосьмак. Принаймні шість татуйованих мумій датуються періодом близько 2600 р. до н. е — 402 р. н. е.) виявлено, збережені вічною мерзлотою, у гробницях на плато Укок, зокрема Темрта III, Приморський I, Ак-Алаха 3, Верх-Калджин 2 та могильник Пазирик. Алтайська принцеса та інші археологічні знахідки були розташовані на спірній смузі землі між Росією та Китаєм. Жителі Республіки Алтай вимагають повернення артефактів поховання з їх нинішнього розташування у Новосибірську.

## Транспорт
Плато Укок сполучене із зовнішнім світом ґрунтовими дорогами через Укок (російсько-казахстанський кордон), Улан-Даба (російсько-монгольський кордон), Теплий ключ та Калгутинський перевали. Перевал Теплий ключ знаходиться на висоті 2907 м. 
До цих перевалів можна потрапити з села Кош-Агач, куди легко дістатися відносно покращеною трасою Р256 (так званий Чуйський тракт).
На південь, за Кош-Агач, шлях стає непрохідним для звичайних транспортних засобів і прохідним лише для позашляховиків. 
Проте навіть вони можуть застрягти у болотному мулі в долині річки Калгути, особливо після сонячного дня, коли мерзлий ґрунт починає відтавати. 
Більшу частину року перевали засніжені та лавинонебезпечні. 
Протягом короткого літнього сезону всі схили схильні до соліфлюкції.